# Virgínia Hagge
 Virgínia Alice Almeida Hagge  (Salvador, 10 de fevereiro de 1964 — Itapetinga, 14 de junho de 2020), mais conhecida como  Virgínia Hagge , foi uma pedagoga e política brasileira. Foi deputada estadual pelo estado da Bahia e era mãe do prefeito de Itapetinga, Rodrigo Hagge. 

## Morte
Morreu em 14 de junho de 2020, aos 56 anos.